# Hemionanthes gryphus
Hemionanthes gryphus är en kantbräkenväxtart som först beskrevs av John T. Mickel, och fick sitt nu gällande namn av John T. Mickel. Hemionanthes gryphus ingår i släktet Hemionanthes och familjen Pteridaceae. Inga underarter finns listade.